# Michael Wenzel von Althann
Michael Wenzel von Althann (auch: Michael Wenzel der Ältere; * 30. Juni 1630 in Wien; † 17. Mai 1686 in Wölfelsdorf, Grafschaft Glatz) war kaiserlicher Geheimer Rat und Gesandter in Polen-Litauen und in Schweden. Von 1680 bis 1686 war er Landeshauptmann der zu Böhmen gehörenden Grafschaft Glatz und bekleidete zugleich das Amt des Kommandanten der Festung Glatz.

## Herkunft
Michael Wenzel von Althann entstammte dem Adelsgeschlecht Althann. Seine Eltern waren der General und  Diplomat Michael Adolf von Althann (* 1574; † 7. Mai 1636) und dessen zweite Ehefrau Maria Eva Elisabeth von Sternberg (* 1605; † 11. März 1668). Sein Vater wurde 1608 in den Grafenstand erhoben.
Michael Wenzel von Althann war ein Halbbruder des Grafen Michael Ferdinand von Althann († 1658). Von dessen früh verstorbenem Sohn Michael Wenzel Franz von Althann († 1676) erbte er die Majoratsherrschaften Grulich in Böhmen sowie Mittelwalde, Schönfeld und Wölfelsdorf in der Grafschaft Glatz.

## Leben
Er war kaiserlicher Geheimer Rat und Kämmerer und 1678–1679 kaiserlicher Gesandter am polnischen Königshof. Nach der Rückkehr wurde er 1680 zum Landeshauptmann der Grafschaft Glatz ernannt und bekleidete gleichzeitig das Amt des Kommandanten der Glatzer Festung. 1682–1683 war er als kaiserlicher Gesandter am schwedischen Königshof in Stockholm.
1684 erwarb er von der kaiserlichen Versteigerungskommission zahlreiche Dörfer im Glatzer Distrikt Habelschwerdt, aus denen er die Herrschaft Schnallenstein bildete sowie mehrere Dörfer im Distrikt Landeck, die er zur Herrschaft Seitenberg verband. Der Kauf wurde vom böhmischen Landesherrn Kaiser Leopold I. am 28. Dezember 1684 in Wien bestätigt. In Wölfelsdorf erbaute er das viergeschossige Schloss. Dort starb er am 17. Mai 1686 im Alter von 57 Jahren. Seiner Witwe hinterließ er die Allodialherrschaft Seitenberg; die Majoratsherrschaften sowie die Herrschaft Schnallenstein erbte sein gleichnamiger Sohn.

## Familie
Seit 1660 war Michael Wenzel mit der Gräfin Anna Maria Elisabeth von Aspremont-Lynden (1646–1723) verheiratet, die vier Töchter sowie fünf Söhne gebar:
- Michael Wenzel (* 29. Juli 1668; † 25. Juli 1738), Erbe der Majoratsherrschaft und der Allodialherrschaft Schnallenstein

⚭ 1690 Gräfin Maria Josefa von Paar (* 25. Dezember 1667; † 23. August 1707)
⚭ 1709 Juliane Therese Drugeth de Homonna (* 1679; † 1726), Witwe des Nikolaus (V.) Joseph Palffy (1671–1706)
⚭ 1729 Gräfin Maria Aloisia von Dietrichstein (* 21. April 1700; † 17. April 1783)
- Michael Friedrich (1680–1734), Bischof von Waitzen in Ungarn und Vizekönig des Königreichs Neapel und des Königreichs beider Sizilien
- Michael Ferdinand (* 1677; † 18. Januar 1733), kaiserlicher Feldmarschall-Leutnant und Kommandant von Brieg, im Fürstentum Brieg

⚭ 1699 Gräfin Maria Eleonora von Lazansky (* 29. April 1678; † 23. März 1717)
⚭ 1720 Gräfin Maria Josefa Serényi de Kisserény († 1779)
- Michael Franz († im Kindesalter)
- Michael Karl (* 1671; † 1687)
- Maria Bonaventura (* 1667; † 1709) ⚭ 1690 Graf Guidobald Maximilian Borzita von Martinitz (* 1664; † 30. Juni 1733)
- Maria Philippina (* 1670; † 2. Juni 1706) ⚭ 1702 Fürst Ferdinand August von Lobkowitz (* 7. September 1655; † 3. Oktober 1715)
- Maria Theresia (* 1673; † 1704) ⚭ 1695 Graf Johann Leopold Erdmann zu Herberstein (* 2. Februar 1655; † 1. November 1729)
- Maria Claudia Katharina (* 24. November 1674; † 27. September 1725)

⚭ 1696 Graf Maximilian Joseph von Morzin (* 1672; † 16. April 1706)
⚭ 1706 Graf Johann Ludwig von Cavriani († 1729)